# Kilju
Kilju (Hán Việt: Cát Châu) là một huyện của tỉnh Hamgyong Bắc tại Cộng hòa Dân chủ Nhân dân Triều Tiên. Kilju nằm ở phía nam của tỉnh và giáp với Myongchon ở phía đông, Kimchaek và Hwadae ở phía nam, Ŏrang ở phía bắc. Phía tây giáp với Tanchon của tỉnh Hamgyong Nam và Paegam của tỉnh Ryanggang. Kilju nằm ở nơi giao nhau của dãy núi Hamgyŏng và dãy núi Maryŏng phần tây bắc của huyện là vùng đồi núi. Nhiệt độ trung bình năm của Kilju là 7,5 °C (-7,6 °C vào tháng 1 và 22,2 °C vào tháng 8).
Các địa điểm du lịch tại Kilju bao gồm Tòa quan chính Kilju, xây năm 1888 để làm văn phòng, và Hương giáo Kilju, được thành lập vào thời nhà Lý để dạy trẻ em của các lưỡng ban nông thôn.) Huyện có sân bay riêng cùng với đó là tuyến đường sắt Pyongra với ga Kilju Chongnyon và được nối đến Bình Nhưỡng và Rason. Một số cư sở quân sự được cho là nằm tại Kilju.
Năm 2008, dân số toàn huyện Kilju là 139.932 người (65.308 nam và 74.624 nữ), trong đó, dân cư đô thị là 74.154 người (53%) còn dân cư nông thôn là 65.778 người (47%).